# Veines œsophagiennes
Les veines œsophagiennes drainent le sang des réseaux muqueux et superficiel de l'œsophage vers la veine azygos (dans le thorax), vers la veine thyroïdienne inférieure (dans le cou) et dans le système porte via la veine gastrique gauche. Elle se draine également, bien que de façon moins significative, vers la veine hémi-azygos, la veine intercostale postérieure et les veines bronchiques. 
Dans l'abdomen, certaines s'écoulent vers la veine gastrique gauche qui se déverse dans la veine porte,. 